# Bogserbåten Torvik

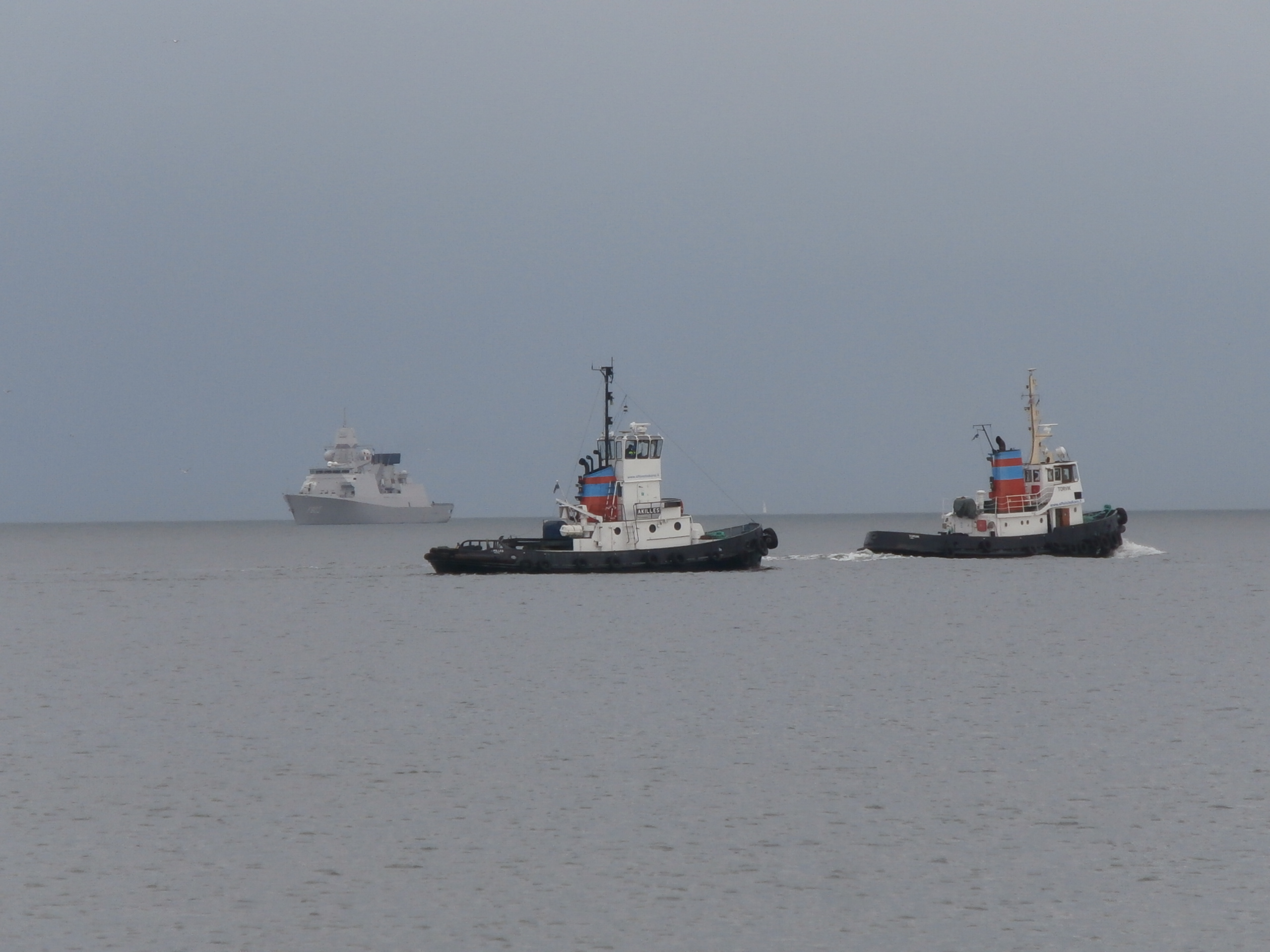
Bogserbåtarna Torvik och Akilles utanför Tallinn,2015

Bogserbåten Torvik är en finländsk bogserbåt. Hon byggdes som den isbrytande bogserbåten Tor av Åsiverken i Åmål 1958 för Uddevallavarvet i Uddevalla.
Tor levererades den 7 juni 1958 till Uddevalla och sjönk redan den 18 juli samma år på Byfjorden, 500 meter från Badökajen, när hon bogserade M/S Hjördis Thordén. Besättningen räddades och Tor bärgades omedelbart. Hon såldes 1969 till Finland och ägdes från 1972 av Oy Hinaus-Bogser AB i Kotka. Hon döptes om 1977 till Torvik och kom från 1988 i ägo hos Oy Alfons Håkans AB i Åbo.
Den ursprungliga dieselmotorn från Skandiaverken byttes 1980 till en kraftigare åttacylindrig Wärtsilä dieselmotor.

## Skandiaverkens F 50-motor
Tor var det enda fartyg som utrustades med Skandiaverkens F 50-motor, vilken konstruerades av den tysk-svenske ingenjören Hans Dunkelmann (1887–1979) på Uddevallavarvet. Uddevallavarvet hade köpt Skandiaverken i Lysekil 1956 och flyttat dit sin tillverkning av hjälpmotorer. Sådana hjälpmotorer anpassades också till att bli huvudmotorer för fiskebåtar och andra mindre fartyg. F 50-motorn var en fyrtakts medelvarvsmotor med turboöverladdning. Den första och enda som färdigbyggdes var femcylindrig och hade 760 hk. 